# Fernando Mendes (football, 1966)
Pour les articles homonymes, voir Fernando Mendes.
Fernando Mendes, de son nom complet Fernando Manuel Antunes Mendes,  est un footballeur portugais né le 5 novembre 1966 à Setúbal. Il évoluait au poste d'arrière gauche.

## Biographie

### En club
Fernando Mendes joue principalement en faveur du Sporting CP, du Benfica Lisbonne et du FC Porto.
Il dispute un total de 320 matchs en première division portugaise, inscrivant dix buts. Son palmarès est constitué de quatre titres de champion du Portugal et de trois Coupes du Portugal.
Au sein des compétitions européennes, il joue 15 matchs en Ligue des champions, 23 en Coupe de l'UEFA, et une rencontre en Coupe des coupes. Il est quart de finaliste de la Coupe de l'UEFA en 1986 avec le Sporting, puis quart de finaliste de la Ligue des champions en 1997 avec le FC Porto.

### En équipe nationale
International portugais, il reçoit 11 sélections en équipe du Portugal entre 1986 et 1996, sans inscrire de but,.
Il joue son premier match en équipe nationale le 12 octobre 1986, contre la Suède dans le cadre des qualifications pour l'Euro 1988 (match nul 1-1 à Oeiras).
Son dernier match en équipe nationale a lieu le 27 mars 1996, contre la Grèce en amical (victoire 1-0 à Lisbonne).

## Palmarès
Avec le Sporting CP :
- Vice-champion du Portugal en 1985.
- Finaliste de la Coupe du Portugal en 1987.
- Vainqueur de la Supercoupe du Portugal en 1987.

Avec le Benfica Lisbonne :
- Champion du Portugal en 1991.
- Vice-champion du Portugal en 1990 et 1993.
- Vainqueur de la Coupe du Portugal en 1993.
- Vainqueur de la Supercoupe du Portugal en 1989.

Avec le Boavista FC :
- Vainqueur de la Coupe du Portugal en 1992.
- Vainqueur de la Supercoupe du Portugal en 1992.

Avec le FC Porto :
- Champion du Portugal en 1997, 1998 et 1999.
- Vainqueur de la Coupe du Portugal en 1998.
- Vainqueur de la Supercoupe du Portugal en 1996 et 1998.